# Canga renatae
Canga renatae -gatunek kosarza z podrzędu Cyphophthalmi i rodziny Neogoveidae. Jest jedynym znanym przedstawicielem monotypowego rodzaju Canga.

## Biotop
Gatunek troglofilny.

## Występowanie
Gatunek endemiczny dla Brazylii. Znany tylko z czterech jaskiń w Serra de Carajas w stanie Pará.